# Луїс Еррера (тенісист)
Луїс Еррера (ісп. Luis Herrera; нар. 27 серпня 1971) — колишній мексиканський тенісист.
Найвищу одиночну позицію світового рейтингу — 49 місце досяг 9 листопада 1992, парну — 117 місце — 21 серпня 1989 року.
Здобув 6 одиночних та 5 парних титулів.
Найвищим досягненням на турнірах Великого шолома було 3 коло в одиночному розряді.

## Фінали турнірів ATP за кар'єру

### Одиночний розряд: 1 (1 поразка)
| Легенда                         |
| ------------------------------- |
| Турніри Великого шлема (0–0)    |
| Фінали Світового туру ATP (0–0) |
| Серія ATP Мастерс 1000 (0–0)    |
| Серія ATP 500 (0–0)             |
| Серія ATP 250 (0–1)             |

| Фінали за покриттям |
| ------------------- |
| Тверде (0–1)        |
| Ґрунт (0–0)         |
| Трава (0–0)         |
| Килим (0–0)         |

| Фінали за типом корту |
| --------------------- |
| Відкритий корт (0–1)  |
| Закритий корт (0–0)   |

| Результат | W–L | Дата     | Турнір           | Рівень        | Покриття | Суперник     | Рахунок  |
| --------- | --- | -------- | ---------------- | ------------- | -------- | ------------ | -------- |
| Поразка   | 0–1 | Лис 1992 | Бузіус, Бразилія | Світова серія | Тверде   | Жайме Онсінс | 3–6, 2–6 |

### Парний розряд: 1 (1 поразка)
| Легенда                         |
| ------------------------------- |
| Турніри Великого шлема (0–0)    |
| Фінали Світового туру ATP (0–0) |
| Серія ATP Мастерс 1000 (0–0)    |
| Серія ATP 500 (0–0)             |
| Серія ATP 250 (0–1)             |

| Фінали за покриттям |
| ------------------- |
| Тверде (0–0)        |
| Ґрунт (0–1)         |
| Трава (0–0)         |
| Килим (0–0)         |

| Фінали за типом корту |
| --------------------- |
| Відкритий корт (0–1)  |
| Закритий корт (0–0)   |

| Результат | W–L | Дата     | Турнір                           | Рівень        | Покриття | Партнер        | Суперники                        | Рахунок       |
| Поразка   | 0–1 | Жов 1997 | Abierto Mexicano TELCEL, Мексика | Світова серія | Ґрунт    | Маріано Санчес | Ніколас Лапентті Даніель Оршанік | 6–4, 3–6, 6–7 |

## Фінали ATP Челленджер і ITF Ф'ючерс

### Одиночний розряд: 14 (7–7)
| Легенда              |
| -------------------- |
| ATP Челленджер (6–7) |
| ITF Ф'ючерс (1–0)    |

| Фінали за покриттям |
| ------------------- |
| Тверде (7–2)        |
| Ґрунт (0–5)         |
| Трава (0–0)         |
| Килим (0–0)         |

| Результат | W–L | Дата     | Турнір                       | Рівень     | Покриття | Суперник          | Рахунок       |
| --------- | --- | -------- | ---------------------------- | ---------- | -------- | ----------------- | ------------- |
| Поразка   | 0–1 | Кві 1990 | Мехіко, Мексика              | Челленджер | Ґрунт    | Франсіско Масьєль | 6–2, 6–7, 3–6 |
| Перемога  | 1–1 | Жов 1990 | Манаус, Бразилія             | Челленджер | Тверде   | Жайме Онсінс      | 6–2, 7–5      |
| Перемога  | 2–1 | Жов 1990 | Ільєус, Бразилія             | Челленджер | Тверде   | Патрік Баур       | 6–2, 6–2      |
| Поразка   | 2–2 | Лис 1990 | Ріо-де-Жанейро, Бразилія     | Челленджер | Ґрунт    | Луїс Маттар       | 3–6, 6–3, 3–6 |
| Поразка   | 2–3 | Гру 1991 | Пуебла, Мексика              | Челленджер | Тверде   | Кент Кіннієр      | 1–6, 5–7      |
| Поразка   | 2–4 | Тра 1992 | Акапулько, Мексика           | Челленджер | Ґрунт    | Леонардо Лаваль   | 6–0, 3–6, 3–6 |
| Перемога  | 3–4 | Тра 1992 | Сан-Паулу, Бразилія          | Челленджер | Тверде   | Жайме Онсінс      | 6–2, 3–6, 6–4 |
| Перемога  | 4–4 | Жов 1992 | Ixtapa, Мексика              | Челленджер | Тверде   | Ендрю Шнайдер     | 6–1, 6–2      |
| Перемога  | 5–4 | Жов 1992 | Понте-Ведра, США             | Челленджер | Тверде   | Хайме Їсага       | 7–5, 6–4      |
| Поразка   | 5–5 | Кві 1993 | Сан-Луїс-Потосі, Мексика     | Челленджер | Ґрунт    | Горст Скофф       | 6–2, 2–6, 2–6 |
| Поразка   | 5–6 | Кві 1994 | Сан-Луїс-Потосі, Мексика     | Челленджер | Ґрунт    | Ніколас Перейра   | 7–6, 2–6, 2–6 |
| Поразка   | 5–7 | Вер 1996 | Азорські острови, Португалія | Челленджер | Тверде   | Нуно Маркес       | 7–6, 4–6, 4–6 |
| Перемога  | 6–7 | Лис 1997 | Пуебла, Мексика              | Челленджер | Тверде   | Вейд Макгваєр     | 7–6, 4–6, 6–4 |
| Перемога  | 7–7 | Чер 1999 | Мексика F4, Гвадалахара      | Ф'ючерс    | Тверде   | Леонарду Сілва    | 6–4, 6–2      |

### Парний розряд: 9 (5–4)
| Легенда              |
| -------------------- |
| ATP Челленджер (5–4) |
| ITF Ф'ючерс (0–0)    |

| Фінали за покриттям |
| ------------------- |
| Тверде (2–2)        |
| Ґрунт (3–2)         |
| Трава (0–0)         |
| Килим (0–0)         |

| Результат | W–L | Дата     | Турнір                   | Рівень     | Покриття | Партнер                | Суперники                             | Рахунок       |
| --------- | --- | -------- | ------------------------ | ---------- | -------- | ---------------------- | ------------------------------------- | ------------- |
| Перемога  | 1–0 | Бер 1988 | Сан-Луїс-Потосі, Мексика | Челленджер | Ґрунт    | Хав'єр Ордас           | Фернандо Перес Паскаль Агустін Морено | 6–4, 6–1      |
| Перемога  | 2–0 | Бер 1989 | Сан-Луїс-Потосі, Мексика | Челленджер | Ґрунт    | Хав'єр Ордас           | Марк Ноулз Браян Пейдж                | 6–4, 6–7, 6–3 |
| Поразка   | 2–1 | Кві 1990 | Сан-Луїс-Потосі, Мексика | Челленджер | Ґрунт    | Гільєрмо Перес Рольдан | Леонардо Лаваль Хорхе Лосано          | 7–5, 3–6, 2–6 |
| Поразка   | 2–2 | Сер 1990 | Віннетка, США            | Челленджер | Тверде   | Даг Флек               | Зішан Алі Менно Остінг                | 6–4, 3–6, 2–6 |
| Перемога  | 3–2 | Гру 1981 | Пуебла, Мексика          | Челленджер | Тверде   | Олівер Фернандес       | Дуг Ейзенман Дейв Ренделл             | 6–4, 7–6      |
| Перемога  | 4–2 | Кві 1992 | Сан-Луїс-Потосі, Мексика | Челленджер | Ґрунт    | Леонардо Лаваль        | Франсіско Масьєль Агустін Морено      | 6–2, 6–2      |
| Поразка   | 4–3 | Кві 1994 | Сан-Луїс-Потосі, Мексика | Челленджер | Ґрунт    | Ісмаель Ернандес       | Леонардо Лаваль Олівер Фернандес      | 5–7, 5–7      |
| Поразка   | 4–4 | Сер 1996 | Белу-Оризонті, Бразилія  | Челленджер | Тверде   | Габріель Тріфу         | Леонардо Лаваль Мауріс Руа            | 7–5, 4–6, 4–6 |
| Перемога  | 5–4 | Кві 1998 | Пуерто-Вальярта, Мексика | Челленджер | Тверде   | Габріель Тріфу         | Ота Фукарек Режі Лавернь              | 6–3, 6–4      |

## Юніорські фінали турнірів Великого шолома

### Парний розряд: 1 (1 поразка)
| Результат | Рік  | Турнір                               | Покриття | Партнер    | Суперники                    | Рахунок       |
| --------- | ---- | ------------------------------------ | -------- | ---------- | ---------------------------- | ------------- |
| Поразка   | 1989 | Відкритий чемпіонат Франції з тенісу | Ґрунт    | Марк Ноулз | Йоган Андерсон Тодд Вудбрідж | 3–6, 6–4, 2–6 |

## Часовий графік результатів
| W | Ф | ПФ | ЧФ | #Р | КТ | К# | DNQ | A | NH |

### Одиночний розряд
| Турніри Великого шлему                 |     |     |     |     |     |     |     |     |     |        |      |     |
| Відкритий чемпіонат Австралії з тенісу |     |     | 1р  |     | 1р  |     |     | К1р |     | 0 / 2  | 0–2  | 0%  |
| Відкритий чемпіонат Франції з тенісу   |     |     | 1р  |     | 1р  |     |     |     |     | 0 / 2  | 0–2  | 0%  |
| Вімблдонський турнір                   | К2р | 1р  | 1р  | 3р  | 2р  |     |     |     | 1р  | 0 / 5  | 3–5  | 38% |
| Відкритий чемпіонат США з тенісу       |     |     | 1р  | 1р  |     |     | К3р | К2р | К1р | 0 / 2  | 0–2  | 0%  |
| В-П                                    | 0–0 | 0–1 | 0–4 | 2–2 | 1–3 | 0–0 | 0–0 | 0–0 | 0–1 | 0 / 11 | 3–11 | 21% |
| Тур ATP Мастерс 1000                   |     |     |     |     |     |     |     |     |     |        |      |     |
| Індіан-Веллс                           |     |     |     |     | 1р  |     |     |     |     | 0 / 1  | 0–1  | 0%  |
| Відкритий чемпіонат Маямі з тенісу     |     |     | 2р  |     | 1р  | 1р  | 2р  |     | К1р | 0 / 4  | 2–4  | 33% |
| Мастерс Канада                         |     |     | 1р  | 1р  |     |     | К3р |     |     | 0 / 2  | 0–2  | 0%  |
| В-П                                    | 0–0 | 0–0 | 1–2 | 0–1 | 0–2 | 0–1 | 1–1 | 0–0 | 0–0 | 0 / 7  | 2–7  | 22% |